# Saint-Mard (Meurthe i Mozela)
Saint-Mard – miejscowość i gmina we Francji, w regionie Grand Est, w departamencie Meurthe i Mozela.
Według danych na rok 1990 gminę zamieszkiwało 57 osób, a gęstość zaludnienia wynosiła 19 osób/km² (wśród 2335 gmin Lotaryngii Saint-Mard plasuje się na 988. miejscu pod względem liczby ludności, natomiast pod względem powierzchni na miejscu 1175.).